# سوسة فراشية شاحبة
سوسة فراشية شاحبة (الاسم العلمي:Tinea pallescentella) هي نوع من الحشرات تتبع جنس السوسة الفراشية من فصيلة السوسيات الفراشية.